# Kurt von Boxberg
Kurt von Boxberg, auch Curt von Boxberg (* 31. Juli 1846 in Leipzig; † 12. November 1913 in Großhartmannsdorf), war ein sächsischer Kammerherr, Major zur Disposition und Rittergutsbesitzer.

## Leben
Er stammte aus der Adelsfamilie von Boxberg und war der Sohn der Rittergutsbesitzers und Kammerherrn Ottomar Robert von Boxberg. Von diesem übernahm er das Rittergut Großwelka und wurde 1905 Abgeordneter in der I. Kammer des Sächsischen Landtags. Er starb 1913 im Stadtkrankenhaus Dresden-Friedrichstadt. Verheiratet war mit Marie Josefa geborene von Carlowitz, geboren 1855 in Liebstadt.
Boxberg erreichte die Eintragung in das königlich sächsische Adelsbuch am 6. Juni 1907 für ihn als Gutsherr auf Großwelka bzw. am 27. Juni 1911 für weitere Familienmitglieder.